# Хузин, Мухаммедгали Равилович
Муха́ммедгали Рави́лович Ху́зин (род. 17 декабря 1969, Новый Артаул, Башкирская АССР) — российский религиозный деятель, муфтий, шейх.

## Биография
Родился 17 декабря 1969 года в деревне Ново-Артаулово Татышлинского района.
В 1976 по 1986 годах учился в Артаульской начальной, Аксаитовской средней школах. В это же время писал статьи и стихи для Татышлинской районной газеты. После школы работал корреспондентом отдела сельского хозяйства.
В 1988 по 1990 годах служил в Казанском ВВКИУРВ имени маршала артиллерии М. Н. Чистякова. За хорошую службу был неоднократно поощрён командованием, награждён нагрудным знаком «Отличник Советской Армии». Во время службы в армии посещал Казанскую мечеть Марджани. Демобилизован в звании сержанта.
После армии работал в отделе писем редакции Татышлинской районной газеты «Татышлинский вестник». Одновременно учился на татаро-русском отделении филологического факультета Башкирского государственного университета, а также учился в медресе им. Ризаэтдина бине Фахретдина при Духовном управлении мусульман Европейской части СССР и Сибири.
В 1993 году избран имам-хатыбом мусульманской общины с. Верхние Татышлы. В 1994 году на съезде в Уфе избран членом Совета Улемов Центрального духовного управления мусульман России и европейских стран СНГ. В этом же году избран имам-мухтасибом Татышлинского мухтасибата ЦДУМ России. Впервые возобновил пятничные богослужения в районе, стал инициатором строительства новых мечетей и организации курсов при них. Способствовал восстановлению доброго имени богослова и мыслителя, писателя и путешественника XIX века Гали Чокрыя (Мехаммадгали бине Габдессалих Киеков). В районе впервые после 1917 г. провёл джиен возле Семи родников по традиции известного богослова и просветителя Гарифуллы хазрата Киекова в с. Курдым. Проводил духовно-творческие вечера «Яшел лампа» («Зеленая лампа») в сельских домах культуры с участием библиотек и творческих коллективов, которые исполняли мунаджаты (духовные песнопения). А также организовал просветительско-воспитательные встречи в школах.
В 1996—1997 годах возобновил издания газеты Центрального Духовного управления мусульман России «Магълюмат» и стал её первым главным редактором.
В 1997 году возглавил региональную общину мусульман Пермской области. В марте 1998 г. на II съезде мусульман абсолютным большинством голосов избран муфтием Пермской области — председателем Регионального Духовного управления мусульман Пермской области. В это время в Прикамье насчитывалось около 30 мусульманских общин, в большинстве которых не было мечетей, а для молитв мусульмане использовали приспособленные помещения недействующих ветхих магазинов, фельдшерских пунктов и детских садов. Муфтият начал издавать собственные газеты на татарском и русском языках. Было создано собственное издательство выпускающее издания направленные на популяризацию традиционного ислама, борьбу с сектами, радикализмом и экстремизмом. Также была создана собственная телестудия, которая производит передачи для регионального и федерального уровня.
В 1999 году способствовал открытию Пермского мусульманского колледжа для подготовки духовенства Пермской и Свердловской областей, Удмуртии и северных районов Башкортостана.
В июне 2005 году избран членом Европейского Совета религиозных лидеров (ECRL), с центром в Осло (Норвегия).
В 2009 году вместе со своей матерью и ещё 9 мусульманами Перми был приглашён королём Абдаллой в качестве гостя хранителя двух святынь совершить хадж. В этом же году при непосредственном руководстве Хузина в Перми прошёл I Межрегиональный форум мусульманской культуры «Мусульманский мир — 2009» на территории выставочного центра «Пермская ярмарка», где впервые в истории России на это мероприятие на государственном уровне была представлена мусульманская святыня — волос бороды пророка Мухаммада, хранящийся в запасниках Тюменского краеведческого музея. Такие форумы при организации Хузина в Перми прошли ещё 2 раза и в них приняли участие более 12 тысяч человек.
8 декабря 2010 года на учредительной конференции был избран Председателем Исполкома Российской ассоциации исламского согласия (Всероссийского муфтията).
В октябре 2013 года подал в отставку и ушёл на покой.

## Межрелигиозная деятельность
Провёл встречу с архиепископом Пермским и Соликамским Афанасием с целью установить добрые, дружеские отношения между Пермским муфтиятом и Пермской епархией Русской православной церкви. Также установил добрые отношения с старообрядческой, иудейской, католической и лютеранскими общинами региона. В 1998 г. по его инициативе и активной поддержке архиепископа Афанасия, протоиерея Валерия Шабашова (старообрядческая церковь) и Бурштейна Е. А. (иудейская община) в Перми был создан Межконфессиональный консультативный комитет Пермской области (МКК), объединивший общей идеей мирного диалога и соработничества 6 религиозных традиций: православие, ислам, иудаизм, старообрядчество, католицизм и лютеранство. МКК Пермской области стал методическим базисом и прообразом Межрелигиозного совета России, созданного через год.
8 лет муфтий Мухаммедгали хазрат Хузин исполнял обязанности 1-го заместителя Верховного муфтия России. Проводил много времени в командировках в федеральный центр и в регионы России. Проводил работу по межрелигиозному диалогу, участвовал от имени мусульман России в работе Межрелигиозного совета России. Выступил одним из докладчиков I и II Межрелигиозной миротворческой конференции СНГ.
Во время встречи с Президентом России В. В. Путиным муфтий М. Хузин обратился к нему с предложением и планами поддержки со стороны государства воссоздания в России школы подготовки мусульманских кадров священнослужителей. Далее он стал разработчиком схемы такой поддержки по поручению российского президента. Муфтий М. Хузин предложил руководству страны механизм поддержки отечественного ислама и путей перекрытия незаконного финансирования мусульман России различными международными организациями и спецслужбами радикальных режимов Ближнего Востока.
От имени российских мусульман муфтий М. Хузин принял участие во многих международных мероприятиях и встречах. Так, в 2003 году он участвовал в мероприятиях в Куала-Лумпуре, на которых было принято решение о личном участии В. В. Путина в работе сессии Организации «Исламская конференция» (ОИК, ныне ОИС — Организация исламского сотрудничества) и принятии России в ОИК в качестве наблюдателя.
Муфтий М. Хузин также имел встречи и беседы с Папой Римским Иоанном Павлом II, от которого муфтий получил 2 золотые медали. Муфтий неоднократно встречался с Патриархом Московским и всея Руси Алексием II, а затем и Патриархом Кириллом.
Хузин запустил в Перми первый официальный сайт среди Духовных управлений мусульман России. Был главным редактором этого веб-ресурса. Многие годы Хузин также был редактором официальной газеты Муфтията.

## Семья
Женат. Воспитывает троих детей.

## Награды
- Орден Дружбы[10]
- Почётная грамота Патриарха Московского и всея Руси Алексия II] «за укрепление дружбы и сотрудничества между Пермским Муфтиятом и Русской Православной Церковью».[11]
- 2 золотые медали Папы Римского, множество общественных наград, благодарностей и почётных грамот Губернатора и Законодательного Собрания Пермского края, Главы города Перми и Пермской городской Думы
- медаль «За заслуги в проведении Всероссийской переписи населения в 2002 году».[12]